# Daniel C. Burbank
Daniel Christopher „Dan“ Burbank (* 27. Juli 1961 in Manchester, Connecticut) ist ein ehemaliger US-amerikanischer Astronaut.

## Leben
Burbank wuchs in dem kleinen Ort Tolland auf, wo seine Eltern noch heute leben. Nach dem Abschluss der Tolland High School im Jahr 1979 verpflichtete er sich für die US-Küstenwache (USCG). Diese bezahlte sein Studium an der United States Coast Guard Academy in New London. Im Mai 1985 legte er sein Examen zum Bachelor im Fachbereich Elektrotechnik ab und trat als Deckoffizier und Strafverfolgungsbeamter seinen Dienst auf der „USCGC Gallatin“ an. Dieser Kutter der Coast Guard ist 115 Meter lang und in South Carolina stationiert. Nach anderthalb Jahren wurde er in Florida zum Hubschrauberpiloten ausgebildet und schloss das Training im Februar des folgenden Jahres mit höchsten Auszeichnungen ab.
Burbank wurde anschließend nach North Carolina an die Coast Guard Air Station Elizabeth City versetzt. Zunächst war er Pilot in der Luftrettung auf Sikorsky-Helikoptern des Typs HH-3F „Pelican“ sowie HH-60J „Jayhawk“ und später auch Ausbilder. Gleichzeitig bereitete er sich auf ein Studium als Luftfahrttechniker vor. Er besuchte in Daytona Beach (Florida) die Embry-Riddle Aeronautical University. Diese älteste noch bestehende Lehranstalt für Luftfahrt (Gründung 1925) zeichnete ihn 1990 mit einem Master aus.
Im Juli 1992 verließ Burbank den USCG-Stützpunkt Elizabeth City. Er kam nach Cape Cod in Massachusetts und arbeitete dort als Pilot, Techniker und Ausbilder auf dem HH-60J-Hubschrauber. Drei Jahre später wurde er nach Alaska zur Coast Guard Air Station Sitka versetzt. Neben seiner Funktion als Pilot und Techniker schulte er dort in der Wildnis seine Kollegen in theoretischen und praktischen Kursen zu Überlebenstechniken. Insgesamt kann er auf über 1.800 Einsätze in der USCG – 300 davon als Luftretter – zurückblicken.

## Astronautentätigkeit
Astronomie und Raumfahrt waren für Burbank ursprünglich nicht mehr als ein Hobby. Seine eigentliche Bestimmung war das Meer. Er ging noch in die Grundschule, da wusste er schon, dass er einmal Menschen das Leben retten wollte. Die Entscheidung, Raumfahrer werden zu wollen, fiel spät und ist mit einem Namen verbunden: Bruce Melnick – der im Jahr 1987 ausgewählte, erste Astronaut aus den Reihen der Küstenwache – hatte eines Tages dem Elizabeth-City-Stützpunkt einen Besuch abgestattet. Burbank unterhielt sich mit Melnick und war danach so beeindruckt, dass er sich bei der NASA bewarb.
Gleich beim ersten Mal kam Burbank in die Endrunde der Bewerber und wurde im Januar 1992 nach Houston (Texas) an das Johnson Space Center (JSC) zu Tests und Bewerbungsgesprächen eingeladen. Trotzdem wurde er zunächst abgelehnt. Erst mit seiner dritten Bewerbung hatte er schließlich Erfolg und wurde als Astronaut ausgewählt.
Burbank wurde mit der 16. Astronautengruppe der NASA im Mai 1996 der Öffentlichkeit vorgestellt, die mit einer Stärke von 35 Kandidaten die größte Gruppe seit den legendären „Thirty Five New Guys“ von 1978 bildete. Er zählte zu den insgesamt 2.432 Anwärtern, die den formalen Auswahlkriterien entsprachen. Daraus gingen 123 Finalisten hervor, die sich zwischen Oktober 1995 und Februar 1996 im JSC zu den obligatorischen Tests einfanden.
Mitte August 1996 begann die 16. Gruppe ihre zweijährige Grundausbildung im JSC. Danach war Burbank ein vollwertiger Missionsspezialist und arbeitete in der Planungsabteilung des Astronautenbüros. Er war mit der Integration von Hard- und Software für die Internationale Raumstation (ISS) betraut und reiste ständig zwischen Houston und Moskau hin und her. Daneben nahm er im November 1998 an einer Tagung führender Wissenschaftler (Geologen, Biologen, Chemiker) am JSC teil. Zusammen mit Vertretern der NASA (Missionsplaner, Trainer, Astronauten) berieten sie über künftige Raumflüge zum Planeten Mars.
Mit STS-106 unternahm Burbank im September 2000 seinen ersten Raumflug. Die Vorbereitung bedeutete für ihn eine besondere Herausforderung, nicht nur weil er Neuling war, sondern weil die zur Verfügung stehende Zeit mit nur einem halben Jahr weniger als halb so lang wie üblich war. Erst im Frühjahr 2000 war entschieden worden, die Mission zur ISS zusätzlich ins Programm zu nehmen. Während des Fluges half Burbank, die rund drei Tonnen Ausrüstungsteile umzuladen, die die Atlantis zur Ausstattung der Raumstation brachte. Außerdem unterstützte er seine Kollegen Ed Lu und Juri Malentschenko vom Cockpit aus, als diese einen Weltraumausstieg durchführten.
Nach dem Flug arbeitete Burbank als Verbindungssprecher im Kontrollzentrum in Houston, bis er mit dem Training für seine zweite Mission begann. Er wurde im Februar 2002 als Missionsspezialist des Shuttle-Unternehmens STS-115 ernannt, das am 9. September 2006 begann. In sechs Tagen montierte die Besatzung der Atlantis das 16 Tonnen schwere Element P3/P4. Damit erhielt die Raumstation das zweite von vier Solarmodulen. Während dieses Fluges führte Burbank einen Außenbordeinsatz durch. Zusammen mit dem Kanadier Steve MacLean bereitete er in sieben Stunden die beiden Solarzellenflächen auf ihre Arbeit vor, indem er die Schutzverkleidung und Transportbefestigungen entfernte. Die Mission ging nach zwölf Tagen zu Ende.
Im Oktober 2009 wurde Burbank für einen Langzeitaufenthalt an Bord der ISS nominiert. Er startete am 14. November 2011 mit Sojus TMA-22 und arbeitet als Bordingenieur der ISS-Expedition 29. Nachdem der bisherige ISS-Kommandant Mike Fossum die ISS verlassen hatte, übernahm Burbank das Kommando der ISS-Expedition 30. Die Landung erfolgte am 27. April 2012.
Burbank verließ die NASA am 29. Juni 2018.

## Privates
Burbank ist verheiratet und hat zwei Kinder.